# Kainbach bei Graz
Kainbach bei Graz est une commune autrichienne du district de Graz-Umgebung en Styrie.